# Cilevirus colombiaense
Virus C2 de la lèpre des agrumes
Espèce
Synonymes
- Citrus leprosis virus C2 (ICTV, 2016)

Cilevirus colombiaense (CiLV-C2, virus C2 de la lèpre des agrumes) est l'une des deux espèces de virus du genre Cilevirus. Ce sont des virus à ARN linéaire à simple brin à polarité positive, rattachés au  groupe IV de la classification Baltimore. Les hôtes de ce virus sont principalement les orangers (Citrus sinensis). La transmission de ce virus est assurée par des acariens du genre Brevipalpus, en particulier Brevipalpus yothersi.
Ce virus fait partie du complexe viral de la léprose des agrumes. Il est très proche du CiLV-C (Citrus leprosis virus C) et comme ce dernier c'est un virus de type cytoplasmique. Il n'a été signalé qu'en Colombie où il a été identifié en 2013.

## Description
La particule virale (ou virion) du CiLV-C2 est de type bacilliforme, non enveloppée, d'environ 150 nm de longueur et 50 nm de largeur, ressemblant à celles du genre voisin des Higrevirus.

## Hôtes
Les plantes-hôtes du CiLV-C2 sont principalement les orangers (Citrus sinensis). Toutefois ce virus a été également signalé dans les conditions naturelles chez d'autres espèces de plantes : Dieffenbachia sp., Hibiscus rosa-sinensis et Swinglea glutinosa.